# Clavelina baudinensis
Clavelina baudinensis is een zakpijpensoort uit de familie van de Clavelinidae. De wetenschappelijke naam van de soort is voor het eerst geldig gepubliceerd in 1957 door Kott.